# Добролюбівка
Добролю́бівка — село в Україні, у Дворічанській селищній громаді Куп'янського району Харківської області. Населення становить 139 осіб. До 2020 орган місцевого самоврядування — Токарівська сільська рада.
Село тимчасово окуповане російськими військами 24 лютого 2022 року.

## Географія
Село Добролюбовка знаходиться за 3 км від села Токарівка в урочищі Хорошевський Ліс (лісу немає). По селу протікає пересихаючий струмок, на якому зроблено кілька загат.

## Історія
1845 - дата заснування.
7 (20) листопада 1917 року, відповідно до.Третього Універсалу Української Центральної Ради, увійшло до складу Української Народної Республіки.
12 червня 2020 року, відповідно до Розпорядження Кабінету Міністрів України  № 725-р «Про визначення адміністративних центрів та затвердження територій територіальних громад Харківської області», увійшло до складу Дворічанської селищної громади.
19 липня 2020 року, в результаті адміністративно - територіальної реформи та ліквідації Дворічанського району, село увійшло до складу Куп'янського району Харківської області.

## Економіка
- В селі є молочно-товарна і птахо-товарна ферми.

## Відомі люди
- Крохмаль Іван Іванович — український режисер-документаліст.